# 新盲鰻
新盲鰻，（學名：Neomyxine biniplicata）為盲鳗科盲鰻屬的其中一種，分布於西南太平洋紐西蘭東海岸海域，為深海魚類，棲息深度35-396公尺，體細長，體後方側扁，眼退化為皮膚所覆蓋，體長可達41.2公分，棲息在粉質到粗糙的沉積物和岩石海底，屬肉食性，沒有交配器官，性腺位於腹膜腔內，卵巢位於性腺的前部，睾丸位於性腺的後部，若性腺的顱部發育，則動物成為雌性；若性腺的尾部發生分化，則動物成為雄性，生活習性不明。